# 20049 Antoniopresti
20049 Antoniopresti è un asteroide della fascia principale. Scoperto nel 1993, presenta un'orbita caratterizzata da un semiasse maggiore pari a 2,675555 UA e da un'eccentricità di 0,163788, inclinata di 2,017761° rispetto all'eclittica. Ha un diametro di 3,971 km.